# Éric Claude Gaucher
Pour les articles homonymes, voir Gaucher (homonymie).
Éric Claude Gaucher, né en novembre 1970, est un géochimiste français reconnu à l'international dans le domaine des géo-énergies et des stockages géologiques. Il est spécialisé dans le calcul des interactions eau-roche-gaz. Il participe à la transition énergétique par son travail sur l'exploration de l'hydrogène natif. Il dirige la société Lavoisier H2 Geoconsult depuis 2022.

## Biographie

### Formation
En 1993, il a obtenu un master en sciences de la Terre à l'École normale supérieure de Lyon (France). Sous la direction du professeur de chimie des eaux, Gil Michard, Éric C. Gaucher a soutenu, en 1998, une thèse sur l'interaction des eaux et des argiles pour le CEA et l'université Paris-Diderot .

### Carrière
En 1998, Éric Claude Gaucher a commencé sa carrière au Bureau de recherches géologiques et minières (BRGM) à Orléans. Il y a dirigé une unité de recherche travaillant notamment sur la stabilité des formations argileuses pour la gestion des déchets radioactifs et le stockage géologique du dioxyde de carbone.
En 2012, il rejoint TotalEnergies, où ses travaux portent sur les interactions eau-roche-gaz de l'échelle d'un laboratoire jusqu'à l'échelle d'un bassin géologique en utilisant des méthodes expérimentales, de terrain et de modélisation numérique. Ses principaux objectifs de recherche sont de comprendre le comportement du dioxyde de carbone dans les sédiments (par exemple, diagenèse, stockage du dioxyde de carbone), il étudie maintenant les gaz abiotiques (dihydrogène, méthane) dans les systèmes naturels principalement liés à la serpentinisation.
En 2021, Éric Claude Gaucher intègre comme chercheur associé l'université de Berne dans l'équipe de recherche de l'Institute of Geological Sciences ,. En janvier 2023, son h-index sur Google Scholar est de 38. Dans sa recherche des gaz économiques en France, il a également observé comment le sulfure d'hydrogène, par son oxydation, est à l'origine de grandes cavernes karstiques.
En 2022, il fonde une start-up spécialisée dans la recherche d'hydrogène naturel, la société Lavoisier H2 Geoconsult,. Celle-ci est partenaire du permis d'exploration Grand-Rieu de 45-8 Energy en Nouvelle Aquitaine . 
Ses recherches sur l'hydrogène natif l'amènent à estimer que l'exploitation industrielle de cette ressource énergétique est possible, et déclare en 2023 espérer que des investisseurs vont prendre l'initiative de lancer des projets d'exploration. Il effectue ainsi des recherches visant à caractériser le volume d'hydrogène natif en Suisse pour une production industrielle notamment dans le canton du Valais ,. Il compare le potentiel économique de l'hydrogène natif à la découverte du pétrole dans le sous-sol en 1859 à Titusville par le forage d'Edwin Drake. Un premier forage de dihydrogène illustre déjà cette possibilité depuis 1987 à Bourakébougou au Mali.
En 2024, il est nommé avec Olivier Sissmann à la tête du groupe de recherche sur l'hydrogène naturel nommé Task 49, au sein de l'Hydrogen Technology Collaboration Program, un programme de l'Agence internationale de l'énergie. Ce groupe de recherche international a pour but de « faire connaître l'état de la recherche et de l'exploration industrielle de cette nouvelle source d'énergie »,.

## Publications
- (en) Éric C. Gaucher et Philippe Blanc, « Cement/clay interactions – A review: Experiments, natural analogues, and modeling », Waste Management, vol. 26, no 7,‎ 2006, p. 776-788 (lire en ligne , consulté le 2 mai 2023)
- (en) Éric C. Gaucher, Christophe Tournassat, FJ Pearson, Philippe Blanc, Catherine Crouzet, Catherine Lerouge et Scott Altmann, « A robust model for pore-water chemistry of clayrock », Geochimica et Cosmochimica Acta, vol. 26, no 73,‎ 1er novembre 2009, p. 6470-6487 (lire en ligne , consulté le 2 mai 2023)
- (en) Florian Osselin, Cyprien Soulaine, C Fauguerolles, Eric C. Gaucher, Bruno Scaillet et Michel Pichavant, « Orange hydrogen is the new green », Nature Geoscience, vol. 15, no 10,‎ 3 octobre 2022, p. 765-769 (lire en ligne , consulté le 2 mai 2023)
- (en) Maria Naumenko-Dèzes, Wolfram Kloppmann, Michaela Blessing, Raphaël Bondu, Eric C. Gaucher et Bernhard Mayer, « Natural gas of radiolytic origin: An overlooked component of shale gas », Proceedings of the National Academy of Sciences, vol. 119, no 15,‎ 17 février 2022 (lire en ligne , consulté le 2 mai 2023)
- Éric C. Gaucher, « Une découverte d’hydrogène naturel dans les Pyrénées-Atlantiques, première étape vers une exploration industrielle », Géologues, Société géologique de France, no 213,‎ juin 2020 (lire en ligne , consulté le 2 mai 2023)
- Éric C. Gaucher, Isabelle Moretti, Nicolas Pélissier, Glen Burridge et Nicolas Gonthier, « The place of natural hydrogen in the energy transition: A position paper. », European Geologist Journal, no 55,‎ juin 2023 (lire en ligne , consulté le 17 août 2023)
- Frank Zwaan, Sascha Brune, Anne C. Glerum, Dylan A. Vasey, John B. Naliboff, Gianreto Manatschal et Éric C. Gaucher, « Rift-inversion orogens are potential hot spots for natural H2 generation. », Science Advances, no 8,‎ février 2025 (lire en ligne , consulté le 7 mars 2025)